# Сайї
Сайї (грец. Σαΐωι) — назва кочового іранського етносу, відома лише з Декрету ольвіополітів Протогену (IosPE I² 32), який датується у проміжку між 252—249 рр. до н. е. чи 220—210 рр. до н. е.
Відповідно до тексту названого декрета сайї, очолювані царем Сайтафарном, протягом декількох років (події, згадані у декреті датовано проміжком 285—249 р. до н. е.) неодноразово підходили до Ольвії та отримували данину з ольвійської громади, іноді ольвіополіти були вимушені надсилати данину до ставки Сайтафарна. Аналогічну ситуацію (але не називаючи сайїв) описує й інша епіграфічна пам'ятка сер. III ст. до н. е. — Декрет на честь Гелланіка з Родосу, який зібрав для ольвіополітів кошти, з яких «отримують дари царі цієї землі» (IosPE I² 30 грец. "καὶ τὰ [δῶρα λαμβάνουσιν οἱ τ]ῆς χώρας βασιλεῖς").
Відсутність археологічних пам'яток сарматів III ст.до н. е. у Пн. Причорномор'ї та визначені лінгвістами певні фонетичні особливості скіфської мови, які відображено в етнонімі «сайї» дали підстави для припущення, що сайї — царські скіфи. Але у цьому випадку можливе запозичення ольвіополітами саме скіфської назви сарматської етногрупи, що може пояснити й подальшу відсутність цього етноніму у джерелах та появу етноніму «сармати царські». Щодо відсутності у Пн. Причорномор'ї археологічних пам'яток сарматів, то:
| "Відомі на сьогодення найпізніші пам'ятки традиційного для причорноморських скіфів типу датовано не пізніше межі IV—III ст.ст. до н.е. або першими десятиліттями III ст. до н. е. Збіг цієї дати з часом появи у Причорномор'ї поховань прохорівського типу і взагалі активним розширенням ареалу прохорівської культури у зах. та пн.-зах. напрямках досить показовий. Саме цю міграцію сарматів більшість сучасних дослідників пов'язують зі згаданою у Діодора навалою на Скіфію."[8] |
Отже, переважно сайїв вважають сарматами. Контроль степів межиріччя Дніпро-Дон, «протекторат» над Ольвією та Тавроскіфією міг здійснюватись і з територій, розташованих за Доном: 
| "... сайї Сайтафарна - це сармати, але мешканці донських або прикубанських степів, які здійснювали наїзди на Ольвію."[9] |
З сайями можна пов'язати згаданих Страбоном (щодо ситуації пізнішого часу) царських сарматів, який локалізує їх разом зі сарматами-язигами та ургами у межиріччі Дунаю та Дніпра (Географія, VII, 3, 17). Перелічені Страбоном три групи сарматів викликають асоціації зі скіфською ордою, де місце скіфів-царських (паралатів) посідають сармати-царські (сайї ?), авхатів — урги (грец. Οὖργοι < д.ір.*urga- — «потужний, сильний»), сармати-язиги — катіарів та траспіїв. Близьким до повідомлення Страбона є перелік Аппіана (Mith., 69) спільників Мітрідата VI Євпатора у Європі (щодо подій 74 р. до н. е.) «… з савроматів так звані царські (грец. βασίλειοι), язиги, коралли …», у якому фігурують також три групи савроматів.
Нехарактерне для іранців Пн. Причорномор'я ім'я царя сайїв Сайтафарн (грец. Σαϊταφάρνος) має лише один аналог — Аріфарн (грец. Ἀριφάρνης) повідомлення Діодора.
Отже, враховуючи наведене, можна припустити, що сайї — одне з сарматських племен, яке очолювало сарматів-прохоровців у їх війні зі Скіфією та, згодом, з останньої третини II ст. до н. е., у подальшому русі на захід.

## Етимологія етноніму
грец. Σαΐωι < скіф. *saya- < сарм. *xšaya- < д.ір. *xšaya- — укр. «правитель, цар».

## Уривки з Декрету Протогену.[18]
Рада й громада постановили 20-го числа, архонти і сім запропонували: Так як і Геросонт, батько Протогена, надав місту різноманітні й важливі послуги, і грошима, і діями, Протоген, успадкувавши від батька прихильність до народу, все життя продовжував говорити і діяти найкращим чином: по-перше, коли цар Сайтафарн прибув в Канкіт і вимагав дарів, [що давалися йому з нагоди] проїзду, а громадська скарбниця була порожня, він на прохання народу дав 400 золотих …
… Й за жерця Геродора … коли з'явилися в безлічі сайї за отриманням дарів, а народ не міг їм дати й попросив Протогена допомогти його обмеженим можливостям, він, виступивши, запропонував 400 золотих; й будучи обраний членом колегії Дев'яти, він запропонував від себе не менш 1500 золотих в рахунок майбутніх доходів, з яких було вчасно задоволено багатьох скиптроносців й чимало дарів було вигідно приготовлено для царя, і коли віддано було на відкуп спорядження посольства до резиденції царя [Сайтафарна] …
… І коли за жерця Плістарха … цар Сайтафарн з'явився на той бік за дарами, й архонти, скликавши народні збори, оголосили про прибуття царя і про те, що в скарбниці немає ніяких коштів, Протоген, виступивши, дав 900 золотих, коли ж посли, Протоген і Аристократ, взяли ці гроші й з'явилися до царя, але цар, незадоволений дарами, розгнівався і виступив у похід … і архонтів негідним чином, внаслідок чого народ, зібравшись, прийшов в жах і послів до ….

## Царі сайїв
- Сайтафарн — III ст. до н. е.
- Гатал[19] — перша третина II ст. до н. е.
- Медосакк — друга чверть/ сер. II ст. до н. е.
- Амага — дружина Медосакка.